# رورو تشو

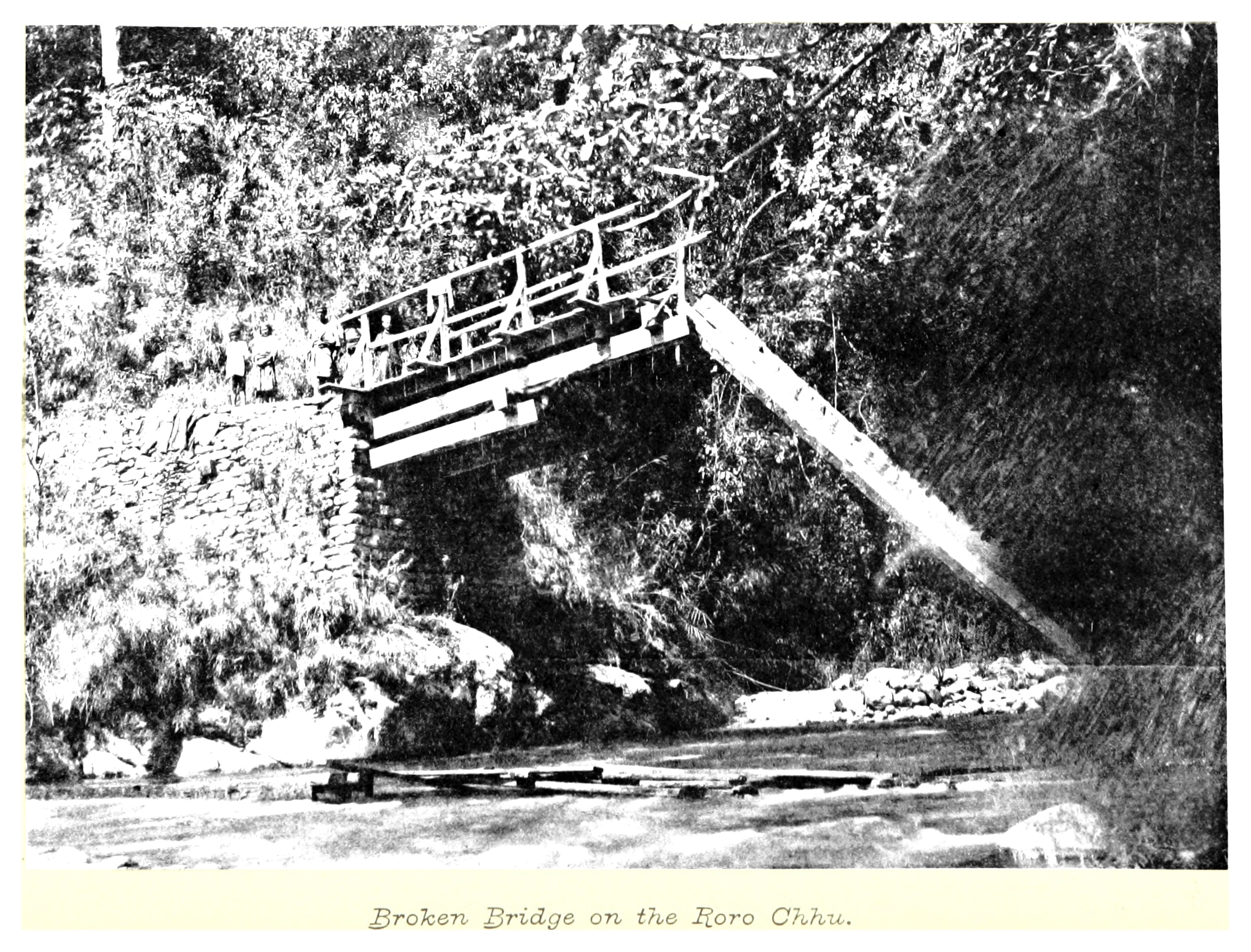
جسر تالف على نهر رورو-تشو عام 1894

رورو تشو نهر في ولاية سيكيم الهندية بالقرب من غانتوك. يصب في نهر رانيخولا في رانيبول ليكون نهر رانيخولا الذي يصب في نهر تيستا في سينكتام.
‌